# Departures
Departures (おくりびと?, Okuribito, lett. "Persona che accompagna alla partenza") è un film del 2008 diretto da Yōjirō Takita.
Il film è stato premiato con l'Oscar al miglior film in lingua straniera nel 2009 a Los Angeles.

## Trama
Il giovane violoncellista Daigo Kobayashi si trova improvvisamente disoccupato, in seguito allo scioglimento dell'orchestra nella quale suonava da anni. Per motivi economici, decide allora di lasciare Tokyo e tornare, con la moglie Mika, nel proprio paese natale, nella prefettura di Yamagata, andando a vivere nella vecchia abitazione  (che fungeva anche da casa da tè) lasciatagli in eredità dalla madre, morta pochi anni prima. In cerca di un lavoro, Daigo si imbatte in un annuncio che cattura la sua attenzione: "Assistiamo coloro che partono per dei viaggi"; si reca così per un colloquio all'agenzia NK. Solo durante il colloquio Daigo scopre con grande stupore che l'agenzia non si occupa di viaggi, bensì delle tradizionali cerimonie giapponesi di preparazione e vestizione dei defunti di fronte al resto della famiglia (NK sta per nōkan = 納棺, cioè la vestizione rituale dei defunti). Daigo viene immediatamente assunto come tanatoesteta e riceve dal titolare un consistente anticipo.
Tornato a casa festeggia con la moglie la propria assunzione, senza dire effettivamente che tipo di lavoro dovrà svolgere. Come suo primo incarico Daigo deve fare la parte del defunto in un filmato didattico dove il suo capo illustra lo svolgimento della cerimonia. Il primo cadavere da preparare è un'esperienza traumatica, trattandosi di un'anziana morta da due settimane. Così, prima di tornare a casa, Daigo si ferma in un bagno pubblico per lavarsi a fondo e lì ritrova un suo vecchio amico d'infanzia, Yamashita, figlio della proprietaria di quel locale, rimasto inalterato negli anni.
Vinti i timori iniziali, Daigo diviene via via più esperto e, colpito dall'amorevolezza che vi mette il suo capo, inizia ad apprezzare realmente il nuovo lavoro. Tutto sembra procedere per il meglio, finché un giorno la moglie Mika scopre la vera occupazione del marito. Provando una grande vergogna per questo lavoro malvisto, gli chiede di abbandonarlo. Quando Daigo rifiuta, Mika lo lascia e torna dalla propria madre. Anche il suo amico d'infanzia, Yamashita, una volta scoperto il lavoro di Daigo, lo tratta con disprezzo, ma lui procede per la propria strada, acquisendo sempre più esperienza.
Passato l'inverno, Mika ritorna dicendo di essere incinta, e mentre, poco dopo, si riaccende la discussione sul lavoro di Daigo, arriva improvvisa la notizia che Tsuyako, la padrona del bagno pubblico, è morta cadendo accidentalmente sul posto di lavoro. Daigo si occupa della preparazione del corpo, alla quale assistono Yamashita con moglie e figlia, e Mika: la competenza e l'affetto con cui Daigo si prende cura del corpo di Tsuyako colpiscono Mika e la convincono ad accettare la professione del marito.
Dopo la funzione  Daigo porta la moglie al fiume, raccontandole di come da piccolo assieme al padre si erano scambiati dei sassi che dovevano esprimere il loro stato d'animo; padre e figlio si erano promessi di regalarsene uno ogni anno, ma dopo quella volta il padre abbandonò la famiglia per scappare con la cameriera della casa da tè della moglie, scomparendo per sempre dalla sua vita.
Poco tempo dopo giunge la notizia della morte del padre di Daigo. Dopo un'iniziale riluttanza, Daigo si convince a dare un ultimo saluto al padre. Scopre così che suo padre, dopo averli lasciati  aveva vissuto da solo, in grande povertà. Alla vista del cadavere, Daigo non lo riconosce, ma decide di prepararlo personalmente per la sepoltura. Durante la cerimonia, trova stretto nel pugno di suo padre il sasso che Daigo aveva regalato tanti anni prima. Fissando nuovamente il volto del padre finalmente riesce a metterlo a fuoco nei suoi ricordi e riconoscerlo. Mika gli porge nuovamente il sasso, ma Daigo lo pone sulla pancia incinta della donna.

## Produzione
Basato sull'autobiografia di Aoki Shinmon Coffinman: The Journal of a Buddhist Mortician (納棺夫日記?, Nōkanfu Nikki), i lavori per il film sono durati 10 anni. Masahiro Motoki ha studiato personalmente l'arte della preparazione dei defunti da un tanatoesteta e come suonare il violoncello per le prime parti del film.
Il regista ha partecipato a diverse cerimonie funebri con lo scopo di comprendere i sentimenti dei familiari del defunto. Nonostante la morte sia al centro di un'importante cerimonia, come viene mostrato nel film, essa è anche considerata un argomento tabù in Giappone; per tale motivo il regista era preoccupato per la ricezione del film e non ne aveva previsto il successo commerciale.

## Colonna sonora
Tutte le musiche sono state composte da Joe Hisaishi.
1. Shine of Snow I 1:12
2. Nohkan 3:10
3. Kaisan 0:53
4. Good-Bye Cello 2:16
5. New Road 1:15
6. Model 0:47
7. First Contact 1:51
8. Washing 0:34
9. Kizuna I 1:57
10. Beautiful Dead I 3:12
11. Okuribito (On Record) 1:51
12. Gui-Dance 2:26
13. Shine of Snow II 2:25
14. Ave Maria (Okuribito) 5:29
15. Kizuna II 2:04
16. Beautiful Dead II 2:36
17. Father 1:40
18. Okuribito (Memory) 4:10
19. Okuribito (Ending) 4:59

## Riconoscimenti
- 2008 - Golden Rooster Awards
  - Miglior film a Yôjirô Takita
  - Miglior attore a Masahiro Motoki
  - Miglior regia a Yôjirô Takita
- 2008 - Hochi Film Awards
  - Miglior film a Yôjirô Takita
- 2008 - Hawaii International Film Festival
  - Miglior film a Yôjirô Takita
- 2008 - Nikkan Sports Film Awards
  - Miglior film a Yôjirô Takita
  - Miglior regia a Yôjirô Takita
- 2008 - Montreal World Film Festival
  - Grand Prix des Ameriques
- 2009 - Premi Oscar 2009
  - Miglior film straniero
- 2009 - Asia Pacific Screen Awards
  - Miglior attore a Masahiro Motoki
  - Miglior sceneggiatura a Kundô Koyama
- 2009 - Asian Film Awards
  - Miglior attore a Masahiro Motoki
- 2009 - Camerimage Film Festival
  - Miglior fotografia a Takeshi Hamada
- 2009 - Wisconsin Film Festival
  - Miglior film a Yôjirô Takita
- 2009 - Palm Springs International Film Festival
  - Miglior film a Yôjirô Takita
- 2009 - Asian Film Critics Association Awards
  - Miglior attore a Masahiro Motoki
  - Miglior regia a Yôjirô Takita
  - Miglior attrice a Ryôko Hirosue
  - Miglior sceneggiatura a Kundô Koyama
  - Miglior film a Yôjirô Takita
  - Miglior attrice non protagonista a Kimiko Yo
- 2009 - Awards Of The Japanese Academy
  - Miglior film a Yôjirô Takita
  - Miglior attore non protagonista a Tsutomu Yamazaki
  - Miglior attrice non protagonista a Kimiko Yo
  - Miglior attore a Masahiro Motoki
  - Miglior sceneggiatura a Kundô Koyama
  - Miglior regia a Yôjirô Takita
  - Miglior attrice a Ryôko Hirosue
  - Miglior colonna sonora a Joe Hisaishi
  - Miglior montaggio a Akimasa Kawashima
  - Miglior fotografia a Takeshi Hamada
  - Miglior direzione artistica a Fumio Ogawa
  - Miglior montaggio sonoro a Satoshi Ozaki e Osamu Onodera
- 2009 - Blue Ribbon Awards
  - Miglior attore a Masahiro Motoki
- 2009 - Kinema Junpo Awards
  - Miglior film a Yôjirô Takita
  - Miglior attore a Masahiro Motoki
  - Miglior sceneggiatura a Kundô Koyama
  - Miglior film a Yôjirô Takita
- 2009 - Mainichi Film Concours
  - Miglior film a Yôjirô Takita
  - Miglior montaggio sonoro a Satoshi Ozaki
- 2009 - Turkish Film Critics Association
  - Miglior film straniero
- 2009 - Far East Film Festival
  - Gelso d'oro a Yōjirō Takita
- 2009 - Yokohama Film Festival
  - Miglior film a Yôjirô Takita
  - Miglior attrice non protagonista a Kimiko Yo
  - Miglior attrice a Ryôko Hirosue
  - Miglior regia a Yôjirô Takita
- 2010 - Danish Film Awards
  - Miglior film straniero
- 2010 - Hong Kong Film Awards
  - Miglior film straniero
- 2010 - Russian National Movie Awards
  - Miglior film a Yôjirô Takita
- 2011 - Italian Online Movie Awards
  - Miglior sceneggiatura a Kundô Koyama

## Curiosità
- Toru Minegishi (峰岸徹), l'attore che interpretava Yoshiki Kobayashi (il padre di Daigo), è morto realmente meno di un mese dopo l'uscita del film nelle sale giapponesi.
- Dopo aver tentato con scarso successo di usare dei manichini, furono impiegati attori per interpretare i cadaveri. Questo rallentò la produzione data la difficoltà a rimanere completamente immobili e senza respirare.